# Fritid i København og omegn 1931-1932
|  | Denne artikel er oprettet af botten Steenthbot ud fra en ekstern database. Den kan derfor have sproglige fejl eller mangler. Denne skabelon kan fjernes efter kontrol af indholdet. |

Fritid i København og omegn 1931-1932 er en dansk dokumentarisk optagelse fra 1932.

## Handling
Knud Heckschers familiefilm: Frederiksberg Have vinteren 1931 - forældrene Knud og Margit leger med deres børn Vera og Eigil. Vinterliv i Dyrehaven marts 1932. Sommer 1932 - leg i haven, og i bilen! Flyvestævnet i Kastrup 26. juni 1932 - der er 40.000 tilskuere. På teltferie ved Rørvig, strandliv. Med bedstemor, Mathilde Heckscher, i Helsingør, sejltur til Sverige, Sveriges konge, Gustav 5. Lørdag i bedstemor Mathildes sommerbolig 'Søvang' i Taarbæk. Filmen er fotograferet af Knud Heckscher.
Efterskrift:
På grunden i Taarbæk, hvor Søvang lå, er der i dag placeret et skilt med følgende indskrift: Her lå indtil 1944 landstedet Søvang. Under 2. verdenskrig valgte husets ejer, Mathilde Heckscher, at tage til Sverige, da den tyske besættelsesmagt i oktober 1943 agtede at deportere danske jøder. Mathilde Heckscher lod i 1944 modstandsgruppen Holger Danske benytte det tomme hus. Det tyske politi bombesprængte imidlertid huset i november 1944, og i 1948 overdrog Mathilde Heckscher ejendommen til Staten, og Lyngby-Taarbæk Kommune anlagde den nuværende lille badestrand og park.